# Московкин, Виктор Васильевич
Виктор Васильевич Моско́вкин (5 (18) октября 1911 — ?) — главный технолог завода «Красное Сормово».

## Биография
Потомственный работник завода в Сормово в третьем поколении.
В годы войны возглавлял конструкторскую группу, которая занималась освоением производства бронекорпусов Т-34, руководил бронекорпусным производством завода.
В послевоенные годы занимался строительством судов. В 1950—1960-х годах начальник технологического отдела.

## Награды и премии
- Сталинская премия второй степени (1949 год) — за разработку и внедрение в судостроительную промышленность методов скоростного строительства речных судов.